# Нестали у акцији
Нестали у акцији (енгл. Missing in Action) је амерички акциони филм из 1984. године са Чаком Норисом у главној улози.
Иако је негативно оцењен од стране критичара, овај филм је доживео успех код публике и важи за један од Чак Норисових најуспешнијих филмова

## Радња филма
Пуковник Џејмс Бредок је седам година био ратни заробљеник у Вијетнаму, одакле је успео да побегне. Након десет година Бредок се удружује са америчким властима и путује у Хо Ши Мин да би истражио гласине о постојању ратних заробљеника. Након прикупљених доказа, путује за Тајланд, где се удружује са старим пријатељем из војске Таком. Заједно започињу мисију дубоко у џунглама како би ослободили преостале ратне заробљенике.

## Улоге
| Глумац         | Улога                  |
| -------------- | ---------------------- |
| Чак Норис      | пуковник Џејмс Бредок  |
| М. Емет Волш   | Џек Такер              |
| Дејвид Трес    | Сенатор Максвел Портер |
| Ленора Касдорф | Ен Фицџералд           |
| Џејмс Хонг     | генерал Тран           |